# Hache démocratique
Hache Démocratique (ukrainien : Демократична сокира (Demokratychna Sokyra)) est un parti politique ukrainien, fondé en 2018, officiellement enregistré le 22 mai 2019.

## Historique

### Сréé
La création d'un parti appelé "Horde Démocratique" a été annoncée fin avril 2018. Une trentaine de blogueurs de renom (Yuri Gudimenko, Igor Bigdan), des journalistes (Victor Tregubov, rédacteur en chef du site "Petro et Mazepa"), Mikhail Makaruk (bénévole de la communauté "Narodnaya Tila" et "InformNapalm"), hommes d'affaires (Bohdan Yarova, Philip Dukhliy), hackers (personnes connues sous les surnoms "Sean Townsend" et "Jeoffrey Dahmer" de "Ukrainian Cyber Alliance"), vétérans de la guerre russo-ukrainienne (Alexander Zolotko, Anton Columbet), bénévoles ("Serg Marco", Jaroslav Matyushin), programmeurs et écrivains ont fait des déclarations au sujet de leur adhésion au parti ou de leur soutien,. L'été 2018 a annoncé le changement de nom de la fête de "Horde Démocratique" en "Hache Démocratique". Les fondateurs l'ont expliqué avec des connotations négatives qui évoquaient le mot «horde» dans le nom.
Le 4 août 2018, la réunion inaugurale de la fête s'est tenue au "Sviy v dosku" pub, à laquelle ont assisté 400 personnes. Le 27 décembre 2018, des documents ont été soumis au ministère de la Justice d'Ukraine pour l'enregistrement officiel du parti. Inscription officielle au registre des partis politiques par le ministère de la Justice le 22 mai 2019,,,.

### Élections législatives de 2019
Le 15 mai 2019, les partis politiques « Le Pouvoir du Peuple », « Parti Ukrainien Galicien » et « Hache Démocratique » sont devenus partenaires pour coordonner leurs efforts pour "résister à la vengeance russe" et faire avancer les réformes démocratiques,,,.
Le 13 juin 2019, la Commission électorale centrale d'Ukraine a enregistré 10 candidats dans des circonscriptions uninominales. Aucun candidat n'a gagné, Anton Kolumbet et Mykyta Soloviov ont obtenu les meilleurs résultats, 4,3% et 3,4%,.

## Idéologie
Le parti défend "le marché foncier, la libéralisation des lois sur les armes à feu, la dépénalisation conséquente des drogues légères, la légalisation des casinos et de la prostitution, et toutes autres initiatives visant à maximiser la libération d'un citoyen responsable de la dictature de l'État socialiste". Le Parti considère la minimisation de l'influence de l'État sur la vie des citoyens comme une pierre angulaire de l'idéologie, de sorte que son programme général et ses annexes sectorielles sont dérivés de cette idéologie - l'abolition du moratoire sur les ventes de terres, la privatisation totale, la déréglementation maximale.

## Les activités de plaidoyer

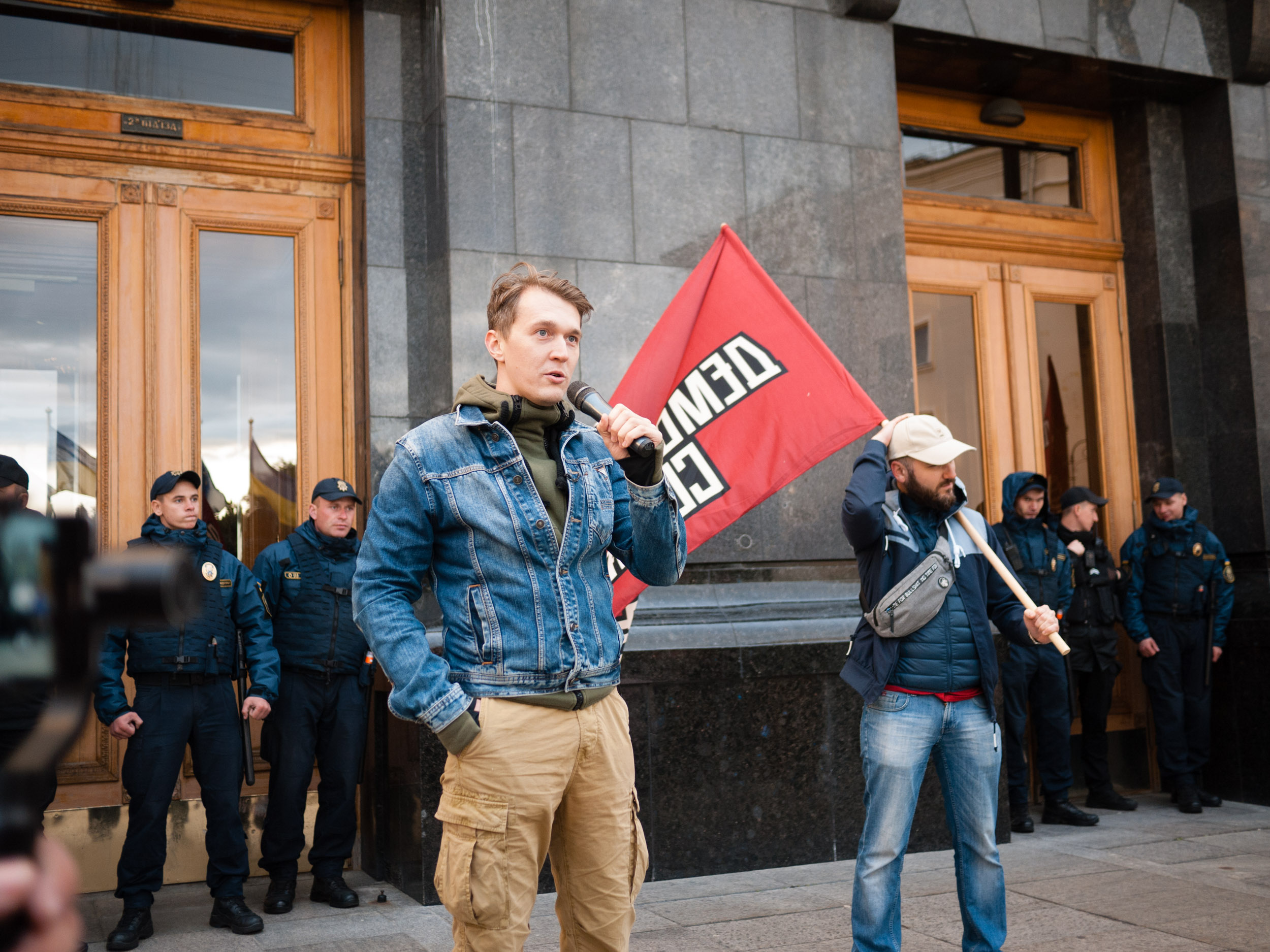
Yuriy Gudimenko lors de l'action "Kolomoïsky Impeachment", 20 septembre 2019.

Même avant l'enregistrement, le parti a lancé une campagne pour soutenir le projet de loi visant à remplacer l'impôt sur les sociétés par l'impôt sur le capital retiré. Le parti a également organisé un flash mob pour bloquer la loi 6688, qui restreignait considérablement la liberté d'Internet et les droits des fournisseurs.
"Hache Démocratique", grâce à une campagne dans les médias, les réseaux sociaux et des actions de rue, a réussi à retarder de deux mois l'adoption du code du système de transport de gaz par le régulateur national. Selon la direction du parti, les amendements à ce code ont permis aux sociétés gazières régionales associées à Dmytro Firtash de procéder à une extraction de gaz non autorisée sans aucune conséquence pour elles-mêmes,.
Le 6 juin 2018, trois représentants, créés par le parti, de l'organisation publique "Hache Démocratique de la horde" - Maksym Dizhechko, Tatiana Lokatska et Anatolii Mazur - ont obtenu le plus de voix lors des élections au  Conseil de contrôle public du Bureau national anti-corruption d'Ukraine et en sont devenus membres,,,,.
Lors des élections de 2019 au Conseil du contrôle public du Bureau national anti-corruption d'Ukraine, les organisations non gouvernementales formées par le parti ont formé une coalition avec l'association du "Mouvement des anciens combattants d'Ukraine" et ont obtenu 14 des 15 sièges,.

## Structure et leadership
Depuis sa fondation, la "Hache Démocratique" s'est positionnée comme un parti sans chef charismatique. Toutes les décisions importantes sont prises en votant parmi les chefs de parti.
Président du parti: Ihor Shchedrin

Le conseil politique du parti: Iurii Gudymenko, Anton Shvets, Viktor Tregubov

## Le financement
Selon les fondateurs du parti, le financement participatif est l'une de ses principales sources de financement. Le parti publie régulièrement des notes de frais et de revenus.